# Oļģerts Dunkers
Oļģerts Dunkers (Riga, RSS de Letònia, 11 de febrer de 1932 − Riga, Letònia, 10 de setembre de 1997) fou un actor, director de cinema i polític letó. Fou elegit a la 6a Saeima (Parlament letó) l'any 1995 pel Partit Democràtic Saimnieks.

## Filmografia

### Producció
- 1966: Es nodzīvošu simt gadu
- 1966: Bīstamais ceļš
- 1966: Jānis Osis
- 1967: Latvijas būvmateriāli
- 1967: Etīdes par laulību
- 1968: Tev jau 16 gadu
- 1969: Ceļa zīmes
- 1970: Klāvs - Mārtiņa dēls
- 1971: Tauriņdeja
- 1973: Cāļus skaita rudenī
- 1974: Uzbrukums slepenpolicijai
- 1976: Bagāti gadi
- 1977: Vīrietis labākajos gados
- 1978: Aiz stikla durvīm
- 1980: Cīrulīši
- 1982: Lietus blūzs
- 1983: Dārzs ar spoku
- 1986: Viņš, viņa un bērni
- 1988: Viktorija
- 1995: Latvijas hronika Nr.2. Ziemas saulgrieži... cerību laiks

### Escenografia
- 1966: Es nodzīvošu simt gadu
- 1966: Jānis Osis
- 1976: Bagāti gadi
- 1977: Vīrietis labākajos gados, juntament amb Zigmunds Skujiņš
- 1980: Cīrulīši
- 1983: Dārzs ar spoku

### Guió
- 1995: Latvijas hronika Nr.2. Ziemas saulgrieži... cerību laiks[2][3]